# Anne-Marie Pira
Pour les articles homonymes, voir Pira (homonymie).
Anne-Marie Pira, née le 6 février 1955 à Bruxelles (Belgique), est une athlète belge qui pratiquait le pentathlon, le saut en longueur, le saut en hauteur et les courses de haies.

## Championnat de Belgique
| Discipline      | Résultats | Année |
| --------------- | --------- | ----- |
| saut en hauteur |           |       |